# Zell Miller
Zell Bryan Miller (Young Harris, 24 febbraio 1932 – Young Harris, 23 marzo 2018) è stato un politico e scrittore statunitense, senatore per lo stato della Georgia dal 2000 al 2005 e in precedenza governatore dello stesso stato dal 1991 al 1999.
È stato uno dei politici georgiani più influenti della seconda metà del XX secolo, detenendo le redini della politica locale dal 1975 fino alle soglie del XXI secolo.

## Biografia

### Infanzia e formazione
Nacque a Young Harris, nella Georgia rurale. Il padre, Stephen G. Miller, morì quando il figlio aveva appena due settimane di vita, così trascorse un'infanzia difficile in compagnia della sorella e della madre, che crebbe i figli da sola e costruendo con le sue sole forze una piccola casa di pietre raccolte.
Dopo una prima fallimentare esperienza universitaria ad Atlanta, Miller prestò servizio nel Corpo dei Marines per tre anni e successivamente riuscì a laurearsi in storia, ottenendo un posto da insegnante nelle scuole locali.

### Carriera politica

#### Inizi
Entrato in politica con il Partito Democratico a metà degli anni '50, venne eletto nel 1959 sindaco della sua città per un anno. Entrato in politica a tempo pieno, venne poi eletto all'interno della legislatura statale e successivamente si candidò per due volte alla Camera dei Rappresentanti, senza riuscire a farsi eleggere. Chiamato dal governatore segregazionista Lester Maddox come proprio collaboratore, fu anche per l'influenza del moderato Miller che in quegli anni cominciò ad esserci una distensione dei rapporti tra bianchi e afroamericani georgiani.
Nel 1974 vinse le elezioni per la carica di vicegovernatore della Georgia, e rimase in carica per sedici anni. Politico spregiudicato, Miller non esitò ad allearsi occasionalmente col Partito Repubblicano, come quando il senatore Herman Talmadge lo sconfisse alle primarie democratiche solo per essere a sua volta battuto alle elezioni generali (e nella Georgia ancora ultra-conservatrice una vittoria repubblicana voleva dire la presenza di innumerevoli franchi tiratori). Le connessioni tra Miller e i repubblicani apparvero evidenti a seguito di alcune nomine fatte anni più tardi dallo stesso Miller all'interno delle commissioni statali.

#### Governatore della Georgia
Nel 1990, dopo quindici anni da vicegovernatore, Zell Miller riuscì ad essere eletto a sua volta governatore. Durante gli anni di governo promosse un finanziamento del settore scolastico tramite lotterie sponsorizzate dallo Stato e un inasprimento del codice penale georgiano. Alle elezioni presidenziali del 1992 fu inoltre uno dei più tenaci sostenitori di Bill Clinton, facendo numerosi comizi in suo favore e assicurandogli il sostegno della Georgia nella corsa alla Casa Bianca.
Nel 1994 Miller fu rieletto per un secondo mandato (durante la campagna elettorale del 1990 aveva promesso di servire per un solo mandato, ma non mantenne l'impegno). Il secondo termine fu meno fruttuoso del precedente, soprattutto a causa del fallito tentativo di modificare la bandiera della Georgia per eliminare ogni riferimento agli Stati Confederati d'America; inoltre la sua vicinanza a Clinton si dimostrò deleteria, e soffrì un crollo di popolarità di pari passo col presidente. Riuscì comunque a riprendersi, e grazie ad una campagna di modernizzazione e contemporaneo taglio di costi dell'amministrazione aveva un indice di gradimento dell'85% quando lasciò la carica nel 1999.

#### Senatore
Dopo essere tornato temporaneamente a insegnare, poco più di un anno dopo la fine del secondo mandato venne nominato senatore in sostituzione di Paul Coverdell, che era morto improvvisamente nel luglio del 2000. Nello stesso anno vinse anche le elezioni speciali che erano state indette per trovare un sostituto definitivo e rimase in carica fino alla fine del mandato, nel 2005.
Nel corso degli anni, l'ideologia di Miller si spostò gradualmente da posizioni moderatamente liberali verso posizioni centriste e talvolta conservatrici. A partire dal 2004 Miller manifestò pubblicamente il suo sostegno a favore dei repubblicani a discapito di candidati del suo partito e in occasione delle elezioni presidenziali supportò sempre i candidati repubblicani (George W. Bush, John McCain, Mitt Romney).
Nel 2004 non si ricandidò e nel 2005 tornò in Georgia; il presidente Bush lo nominò in seguito a capo della commissione sui cimiteri nazionali.

### Vita privata e morte
Fuori dalla politica Zell Miller era un appassionato di musica classica (approvò un emendamento per fornire gratuitamente CD di brani famosi a tutte le famiglie con neonati della Georgia) e uno scrittore di successo: a partire dagli anni '70 scrisse infatti numerosi libri di divulgazione, il cui argomento spaziava dalla cultura della Georgia alla vita all'interno del Corpo dei Marines.
Affetto dalla malattia di Parkinson, è infine deceduto nel 2018.

## Opere

### Testi divulgativi
- The Mountains With Me (1976), autobiografia e storia di Young Harris;
- Great Georgians (1983), compendio dei georgiani illustri;
- Corps Values: Everything You Need to Know I Learned in the Marines (1996), guida pratica al Corpo dei Marines;
- They Heard Georgia Singing (1996), compendio dei musicisti georgiani;
- Nigh Gone: The Old Mountain Ways (2009), storia della Georgia rurale.

### Testi politici
- A National Party No More: The Conscience of a Conservative Democrat (2004), critica del Partito Democratico del XXI secolo;
- A Deficit of Decency (2005), seguito del precedente.